# Coelonia mauritii
Coelonia mauritii är en fjärilsart som beskrevs av Butler 1877. Coelonia mauritii ingår i släktet Coelonia och familjen svärmare. Inga underarter finns listade i Catalogue of Life.